# Saint-Just-le-Martel
Saint-Just-le-Martel – miejscowość i gmina we Francji, w regionie Nowa Akwitania, w departamencie Haute-Vienne.
Według danych na rok 1990 gminę zamieszkiwało 1825 osób, a gęstość zaludnienia wynosiła 58 osób/km² (wśród 747 gmin Limousin Saint-Just-le-Martel plasuje się na 54. miejscu pod względem liczby ludności, natomiast pod względem powierzchni na miejscu 150.).

## Populacja

Populacja Saint-Just-le-Martel w latach 1962–2008